# فيصل عبد الله يوسف
فيصل عبد الله يوسف إبراهيم سعيد (ولد في 26 ديسمبر 1999 في المنامة، البحرين) لاعب كرة قدم بحريني يجيد اللعب في مركز الوسط المهاجم. يلعب حاليا لصالح نادي البسيتين البحريني للموسم 2024-2025.